# Peter-Michael Kolbe
Peter-Michael Kolbe (Amburgo, 2 agosto 1953 – Lubecca, 8 dicembre 2023) è stato un canottiere tedesco.

## Biografia
Specializzato nel singolo, vinse 3 argenti olimpici (nel 1976, nel 1984 e nel 1988) e fu 5 volte campione del Mondo.